# 星環戰役2
《最後一戰：星環戰役2》（香港又译作）是一款由Creative Assembly与343 Industries工作室联合設計并由微软工作室在Windows 10和Xbox One上发行的即時戰略游戏。本作是《星環戰役》的續作，支持Xbox Play Anywhere服务，允许玩家跨平台对战以及购买一份游戏在双平台运行等服务。
承接前作《星環戰役1》以即時戰略遊戲方式表現，2017年2月上市，UNSC「火靈號」全體冬眠出了意外，28年後才甦醒，但發現自己是被強制移動到某處，並處於一個超乎想像的巨大人造物體上方(建造光環的工廠-方舟)，他們並不知道與星盟的戰爭已經有了重大改變等一切歷史，而此時下方物體居然有個聯合國小營區並傳來了訊號...。

## 外部連結
- （英文）官方网站